# Лейк-Голлі (Вісконсин)
Лейк-Голлі (англ. Lake Hallie) — селище (англ. village) в США, в окрузі Чиппева штату Вісконсин. Населення — 7170 осіб (2020).

## Географія
Лейк-Голлі розташований за координатами 44°53′30″ пн. ш. 91°25′13″ зх. д. / 44.89167° пн. ш. 91.42028° зх. д. (44.891748, -91.420290).  За даними Бюро перепису населення США в 2010 році селище мало площу 37,74 км², з яких 36,50 км² — суходіл та 1,24 км² — водойми.

## Демографія
Згідно з переписом 2010 року, у селищі мешкало 6448 осіб у 2447 домогосподарствах у складі 1782 родин. Густота населення становила 171 особа/км².  Було 2554 помешкання (68/км²).
Расовий склад населення:
| - 94,3 % — білих - 2,4 % — азіатів - 0,6 % — корінних американців - 0,6 % — чорних або афроамериканців |

До двох чи більше рас належало 1,5 %. Частка іспаномовних становила 1,7 % від усіх жителів.
За віковим діапазоном населення розподілялося таким чином: 26,1 % — особи молодші 18 років, 63,8 % — особи у віці 18—64 років, 10,1 % — особи у віці 65 років та старші. Медіана віку мешканця становила 35,3 року. На 100 осіб жіночої статі у селищі припадало 102,5 чоловіків;  на 100 жінок у віці від 18 років та старших — 100,6 чоловіків також старших 18 років.
Середній дохід на одне домашнє господарство  становив 76 724 долари США (медіана — 64 222), а середній дохід на одну сім'ю — 84 169 доларів (медіана — 71 563). Медіана доходів становила 48 233 долари для чоловіків та 38 150 доларів для жінок. За межею бідності перебувало 6,3 % осіб, у тому числі 7,7 % дітей у віці до 18 років та 2,2 % осіб у віці 65 років та старших.
Цивільне працевлаштоване населення становило 3611 осіб. Основні галузі зайнятості: виробництво — 21,2 %, освіта, охорона здоров'я та соціальна допомога — 20,8 %, роздрібна торгівля — 14,5 %, науковці, спеціалісти, менеджери — 9,3 %.